# Танго втроём
«Та́нго втроём» (англ. Three to Tango) — романтическая комедия, повествующая о преобразованиях в личной жизни Оскара Новака после получения новой работы. Премьера состоялась 22 октября 1999 г.

## Сюжет
Действие развивается в Чикаго. Оскар Новак и Питер Стейнберг — друзья и партнёры-архитекторы. Они идут на встречу с Чарльзом Ньюманом для получения гранта на реставрацию культурного центра. Секретарь Ньюмана и сами конкуренты архитекторов считают их геями, что приводит к тому, что Чарльз Ньюман берёт Оскара Новака и Питера Стейнберга на работу только для того, чтобы Оскар присматривал за его любовницей Эмми Пост во время своего отсутствия. Оскар, сам того не заметив, вскоре влюбляется в Эмми, которая ничего не подозревает, поскольку думает, что он гей. И вскоре, благодаря неудачному для Оскара газетному пиару, все узнают, что он гей. Затем Чикагское отделение Американская ассоциации геев и лесбиянок хотят ему вручить премию «гей года», но на вручении он заявляет, что вовсе не гей, более того объясняется в любви Эмми. В результате, она отшивает и Оскара, и Чарльза, а Оскара вдобавок ещё и увольняют. Но Оливия Ньюман (жена Чарльза), увидев журналистское освещение ситуации, возвращает их на работу. Кульминация фильма приходится на поцелуй Оскара и Эмми, что отождествляет примирение между влюблёнными.

## В ролях
- Меттью Перри — Оскар Новак
- Нив Кэмпбэлл — Эмми Пост
- Дилан Макдермотт — Чарльз Ньюман
- Оливер Платт — Питер Стейнберг
- Цилк Козарт — Кевин Картрайт
- Джон Макгинли — Страусс
- Боб Балабан — Деккер
- Дебора Раш — Ленор, секретарь Чарльза
- Келли Роуэн — Оливия Ньюман, жена Чарльза
- Рик Гомес — Рик
- Патрик Ван Хорн — Зак
- Дэвид Рэмси — Билл
- Барбара Гордон — Джэнни Новак, мать Оскара
- Рогерр Дан — Эдвард Новак, отец Оскара